# Nyilvántartó Iroda
A Nyilvántartó Iroda (németül Evidenzbüro, korábbi helyesírással Evidenzbureau) az Osztrák–Magyar Monarchia katonai hírszerzésének (fedő) elnevezése volt. A Monarchia hadseregének vezérkara a többi európai nagyhatalommal párhuzamosan szervezte meg külföldi hírszerző és hazai kémelhárító szolgálatát a 19. század közepétől.

## Elnevezése
Az eredeti német nyelvű elnevezés egyes szakértők szerint az ausztriai németben használt etwas in Evidenz halten azaz magyarul „evidenciában tartani”, „figyelemmel lenni valamire” kifejezésből ered. Azaz ez az intézmény olyan katonailag releváns adatokat gyűjtött az osztrák-magyar haderő számára, amelyeket szükséges volt figyelemmel kísérni, „evidenciában tartani”.
E magyarázattól függetlenül az elnevezés tulajdonképpen egy fedőnév, ami a hírszerzési tevékenység rejtésére szolgált, hiszen ezt a nevet több más bécsi központi intézmény, bíróság is használta a saját irattára megjelölésére. Érdekesség, hogy az elnevezés magyar változata a kor magyar katonai nyelvezetében „visszafordulva” új értelmet is kapott, azaz a „nyilvántartani” szót kezdték „felderíteni, kikémlelni”, hírszerzésileg „feldolgozni” értelemben is használni.

## Története

### Előzmények
A 18. század végéig a katonai kémkedés csak háborúk esetén működött, és akkor is meglehetősen kezdetleges formában. Savoyai Jenő korában például még a fővezér maga adta utasításait a kiküldött kémeknek, ő hallgatta meg jelentéseiket. A külföldi hadseregekről azért is könnyű volt információkat szerezni, hiszen akkoriban a hivatásos katonák, tisztek, tábornokok körében elfogadott gyakorlat volt, hogy karrierjüket egy másik ország seregében folytatták, és természetesen magukkal vitték tapasztalataikat, ismereteiket.
A hadviselés jellege is kedvezett az információszerzésnek. A seregek gyalogmenetben mozogtak, a fontosabb közlekedési csomópontokban élő egyszerű helyi lakosok is könnyen megfigyelhették áthaladásukat, létszámukat. A nagy csatákra pedig az akkori vonalharcászat jegyében került sor, a nyíltan felvonult hadseregek viszonylag könnyen áttekinthető harcmezőn ütköztek meg ellenfeleikkel.
A napóleoni háborúk során ez a fajta hadviselés már idejét múlta, a kisebb, mozgékony csoportokra oszló hadseregek mozgásának figyelemmel kíséréséhez már katonailag képzett személyekre volt szükség. Ennek megfelelően a kémszervezetek gyors fejlődésnek indultak. Az osztrák birodalomban a kor egyik legnagyobb hadvezére, Radetzky gróf ismerte fel elsőként a szervezett katonai hírszerzés jelentőségét. Ekkoriban állították fel Bécsben az úgynevezett „Evidenzhaltungs Abteilung”-ot, ahová a hadra kelt seregek fővezérei az ellenségről gyűjtött híreket továbbították. Az egységesen vezetett kémszolgálat céljaira 1812 körül az osztrák hadügyminisztérium már évenként közel 100.000 forintot fordított.
Az 1840-es években Hess altábornagy, a vezérkar akkori főnöke, ezt a „nyilvántartó csoportot” véglegesen a vezérkar hatáskörébe helyezte át. Ezentúl már békeidőben is tiszteket bíztak meg azzal, hogy külföldi államokban utazgatva, híreket hozzanak. Ezek a katonák az illető országban működő diplomáciai kirendeltségekkel összeköttetésben tevékenykedtek.

### Az Evidenzbureau tevékenysége

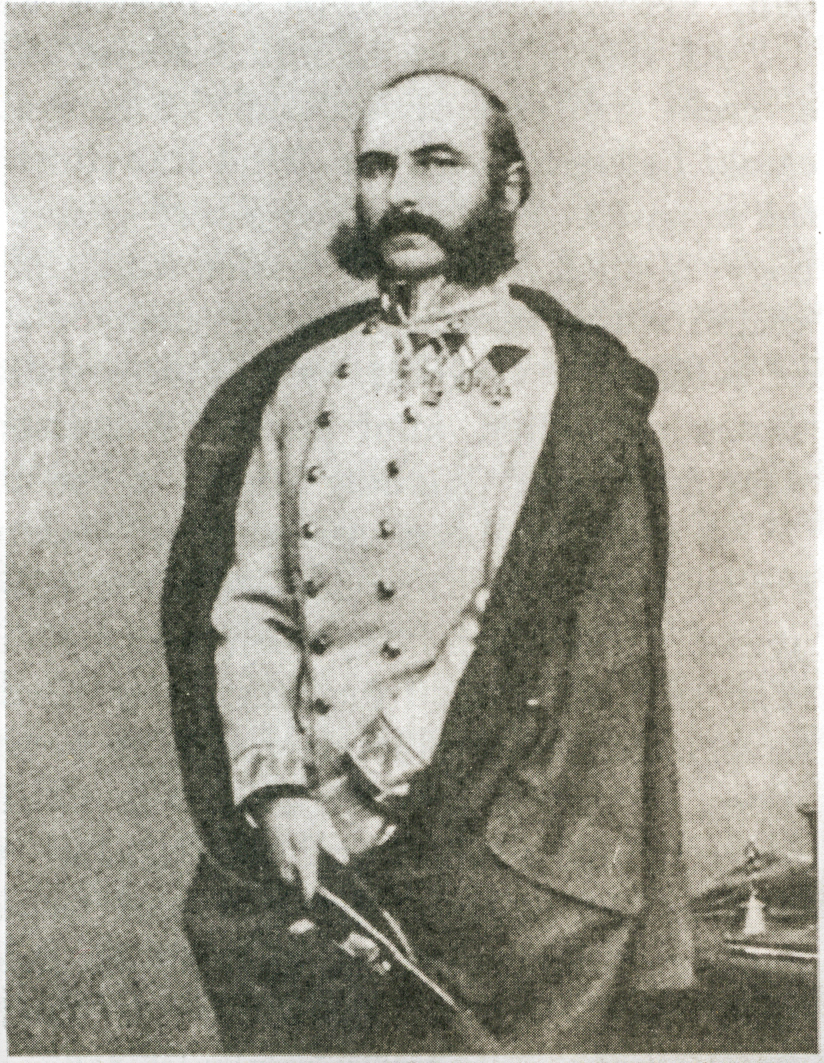
Anton von Kalik

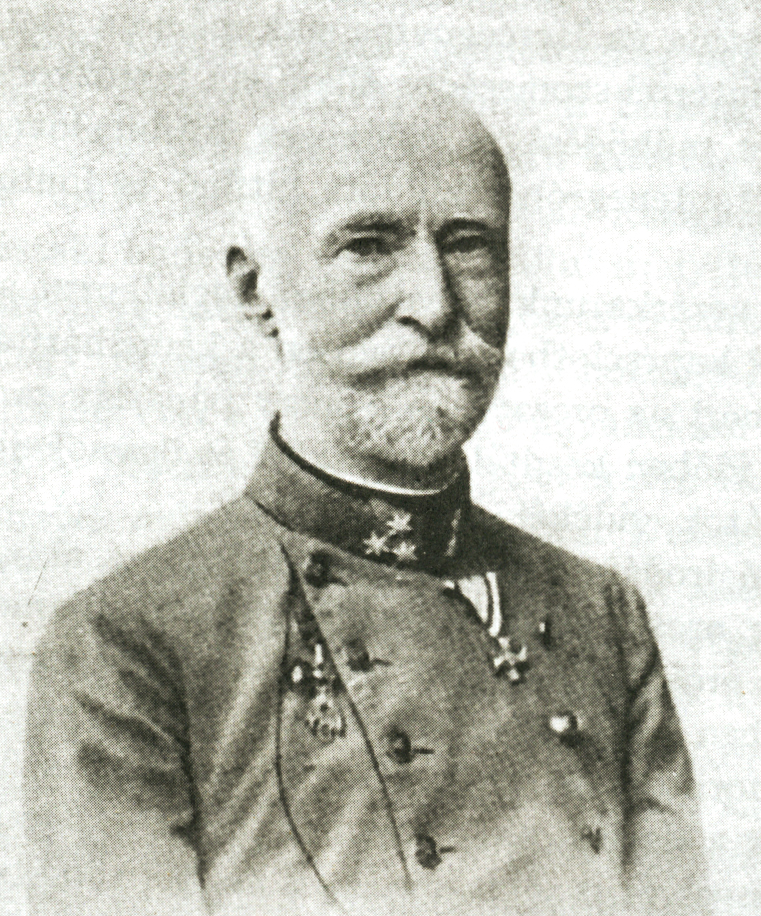
Zeno Welser von Welsersheimb

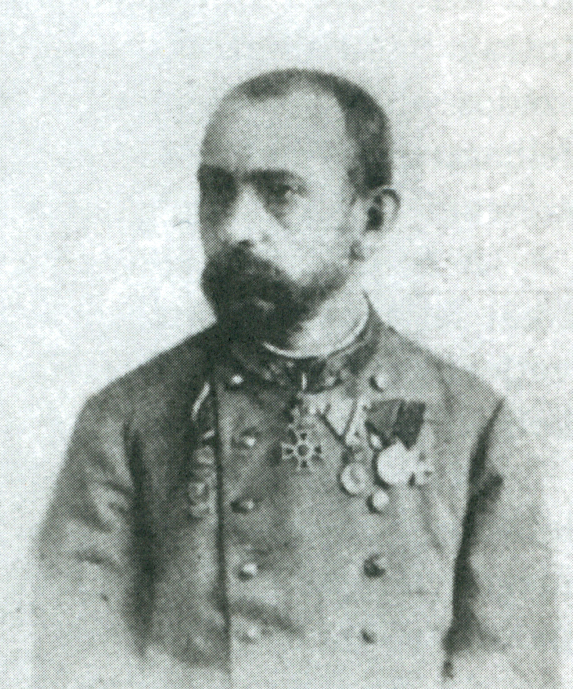
Galgótzy Antal

1850-ben jött létre a vezérkar fennhatósága alatt az állandó jellegű hírszerző szervezet Evidenzbureau (Nyilvántartó Iroda) néven. Első vezetője Anton von Kalik őrnagy lett, aki 15 évig állt ennek a szervezet élén és azt mint tábornok adta át utódjának. Kezdetben csak 5-6 beosztott tiszttel dolgozott. Az 1859-es szárd–francia–osztrák háború kitörésekor az iroda lényegesen bővítette tevékenységét, és Itália mellett a franciaországi helyzet vizsgálatára is súlyt helyezett.
Kezdett kialakulni a szervezet személyi állományának tagozódása is. A katonai hírszerzés érdeklődésére számot tartó országokban nagy önállósággal rendelkező, de az Evidenzbureau irányítása alatt álló titkos ügynökök, „ágensek” működtek, akik kiépítették a saját kis kémhálózatukat. A titkos ügynökök közül sokan hazafias lelkesedésből, fizetés nélkül vállalkoztak ilyen szolgálatra, őket „bizalmi embereknek” nevezték. A „hírszerző” elnevezést azok számára tartották fenn, akiket a központ utaztatott külföldre eseti jelleggel. Végeredményben azonban mindezek a személyek kémszolgálatot teljesítettek és általában jelentős fizetést kaptak.
Az 1859-es háború után nyilvánvalóvá vált, hogy a hírszerző tevékenységet békében is folytatni kell. A vezérkar nyilvántartó irodájának feladata lett a célországokban folytatandó hírszerzés mellett az elhárítás is, azaz az ellenérdekelt államok Ausztriával szembeni kémtevékenységének kivédése. Emellett ezekben az években alakították ki a diplomáciai képviseleteken a katonai attaséi rendszert, azaz a hivatalosan akkreditált katona-diplomaták hálózatát, akik maguk is főleg katonai információk beszerzésével foglalkoztak. legális és kevésbé legális módszerekkel egyaránt. A katonai attaséi posztokra magasabb rangú, több nyelven beszélő, jól képzett és rátermett vezérkari tiszteket osztottak be, akiknek feladata volt az illető ország hadseregének megfigyelése és „nyilvántartása”. A monarchia katonai attaséi 1860 után már minden nagyobb európai állam fővárosában ott tevékenykedtek, de a legfontosabb a monarchia határaival szomszédos országok megfigyelése volt. Ezért a határokhoz közel eső, az osztrák birodalomhoz tartozó városokban (többek között Lemberg, Zágráb, Nagyszeben, Zára) a vezérkar kisebb hírszerző központokat rendezett be, majd az osztrákok által megszállott észak-olaszországi városokban is. De a monarchia titkos megbízottai Svájcban, a nagyobb német városokban, Párizsban, Londonban, Pétervárott és a balkáni államok fővárosaiban is működtek.
Az 1866-i porosz–osztrák–olasz háború során a Nyilvántartó Iroda a cseh- és morvaországi, valamint a sziléziai helyi hatóságokkal és az osztrák északi hadsereg felderítésével együttműködve időben tudott beszámolni minden porosz hadmozdulatról, de a déli olasz front fejleményeiről is. Az osztrák kémszolgálat központjában olyan kiváló vezérkari tisztek tevékenykedtek, mint például Zeno Welser von Welsersheimb gróf, aki utóbb osztrák Landwehr-miniszter lett, vagy Galgótzy Antal, a későbbi táborszernagy.
A porosz háborúban leszenvedett súlyos vereség után azonban a hírszerző tevékenység csökkent, a békebeli hírszerzőszolgálatra a korábbi gyakorlathoz hasonlóan kevesebb figyelmet fordítottak, pedig ebben az időszakban Európa-szerte megindult a modern hadseregek kialakulása, áttértek az általános hadkötelezettségre. A katonai kémkedés tehát ezekben az években jórészt csak a katonai attasék feladata lett. De így is sikerült jelentős eredményeket elérni, megszerezték például az olasz mozgósítási terveket valamint az egymást követő orosz hadügyminiszterek által a cár elé terjesztett az éves jelentéseket a hadsereg állapotáról. Az osztrák katonai attaséknak sikerült szinte meghonosodniuk állomáshelyükön  és egyre szélesebb ismeretségi körükön keresztül felbecsülhetetlen szolgálatokat tettek. Így például Eduard Klepsch von Roden (1835-1909) 1874-ben századosként került Szentpétervárra és 1900-ig szolgált ott, amikor is altábornagyként vonult nyugdíjba.
A bécsi külügyminisztérium korán felismerte a katonai hírszerzés jelentőségét és támogatta a vezérkart ebben. A diplomáciai képzés neves intézménye, a Keleti Akadémia tantervébe katonai tárgyakat is felvettek. A minisztérium elősegítette a tisztek külföldi tanulmányait is. 1890-től a vezérkar évente két tisztet küldhetett Kazanyba az orosz nyelv elsajátítása érdekében, bár ez ellen az orosz vezérkar tiltakozott.
A katonai attaséi hivatalokon túlmenő osztrák katonai hírszerzés az 1870-71-es porosz–francia háború idejében kezdett újra fellendülni. 1872-ben kiadták nyomtatott szabályzatát is, „Anleitung zum Kundschaftdienster” címen. A Nyilvántartó Iroda egyre bővült, külön alosztályok jöttek létre az orosz, olasz és más államok haderejének megfigyelésére. Az oroszországi kémkedés évről évre fontosabbá vált, az 1880-as években a hadügyminisztérium külön erre a célra már évente több mint 60.000 forintot fordított. Oroszország viszonylatában a hírszerzés mellett a kémelhárítás is nagyon fontos feladat volt, mivel az oroszok a pánszláv propaganda támogatásával egyre aktívabb kémkedést folytattak főleg a Keleti-Kárpátok vidékén.
Az 1870-es években az innsbrucki katonai parancsnokság vezérkari irodája nagy sikereket ért el az olasz határszéli erődítmények felderítésében. Bosznia-Hercegovina 1878-as okkupációja idején a környező országokban állomásozó katonai attasék fontos feladatokat hajtottak végre.

### Hírszerzési és kémelhárítási együttműködés a katonai és polgári hatóságok között
Az osztrák-magyar hadügyminisztérium 1878-ban tervezetet dolgozott ki a katonai hírszerzés és a polgári hatóságok együttműködésének fejlesztése érdekében. Javaslataik kiterjedtek mind az idegen hatalmak katonai tevékenységének megfigyelésére, már békeidőben, valamint az ellenséges kémtevékenység elleni küzdelemre. Eszerint a külképviseleti hatóságoknak akkor is különös figyelmet kell fordítani a fogadó ország katonai tevékenységére, ha a külképviseleten nincs katonai szakértő. Figyelemmel kellett kísérniük például a nagyobb arányú lókereskedelmi ügyleteket, a gabonakészletek alakulását, és természetesen a fegyvergyártást, az újoncozást, a csapatösszevonásokat, erődítmények építését, a vasúti építkezéseket, a gördülőanyag mozgatását. A külképviseleteken kívül hasonló információgyűjtési feladatokat kapott a határőrség, a határ közelében működő vámszervek, csendőrségi egységek is. Az összegyűjtött adatokat a középszintű polgári hatóságoknak kellett továbbítaniuk a legközelebbi katonai parancsnoksághoz, amely azt kellő feldolgozás után a hadügyminisztériumnak terjesztette fel.
Hasonló részletes feladatokat kaptak a polgári hatóságok a kémelhárítás területén is. A gyanús személyeket rendőri felügyelet és állandó ellenőrzés alá kellett helyezni. Házkutatások és elkobzások sürgős végrehajtásának érdekében el lehetett tekinteni a hosszadalmas közigazgatási eljárásoktól. Ellenőrizni kell sajtót is, hogy a saját hadsereg tevékenységéről ne közöljön részleteket.
A mozgósítás és a háború idején természetszerűleg a már a béke idején megkövetelt hírszerző és elhárító munkát az addigiaknál sokkal intenzívebben kell folytatni. Meg kellett szigorítani az idegenforgalmat, korlátozni kellett a magánszemélyek táviratozását.
A tervezetet Tisza Kálmán magyar miniszterelnöknek is megküldték véleményezésre. Az ezzel kapcsolatban kifejtett, alapvetően egyetértő magyar álláspontok számos ponton garanciákat kértek a magyar törvényhozás és a magyar állampolgárok jogai tekintetében. Az észrevételeket a magyar király – amint a fennmaradt okmányon látható saját kezű megjegyzéseiből kitűnik – tanulmányozta, egyes javaslatokat elfogadott. További egyeztetés után hamarosan meg is született a megegyezés, ami az alapja lett a következő évtizedek osztrák-magyar együttműködésének ezen a téren.

### Elhárítás
A Nyilvántartó Iroda is szembe találta magát a hírszerzés egyik alapvető problémájával, miszerint nehéz ellenőrizni, hogy a hírszerző ügynöknek beszervezett vagy kémszolgálatra jelentkező személyek valóban megbízható munkát végeznek, és nem kettős ügynökök, vagy közönséges szélhámosok, akik pénzért hamis híreket koholnak. Az akkori igazságszolgáltatás az ellenséges kémtevékenység iránt meglehetősen elnéző volt. Az 1890-es években az osztrák törvények szerint kémkedésért legfeljebb öt évi fegyház járt, a magyar törvények szerint pedig csak börtönbüntetés. Katonai titkok elárulásának megtorlásáról az akkori törvénykönyvek még egyáltalán nem intézkedtek. Nemzetközileg e tekintetben Franciaország hozta meg az első korszerű, szigorú törvényt, az Osztrák–Magyar Monarchiában csak 1896-ban került erre sor.

### Az osztrák-magyar katonai hírszerzés a századfordulón

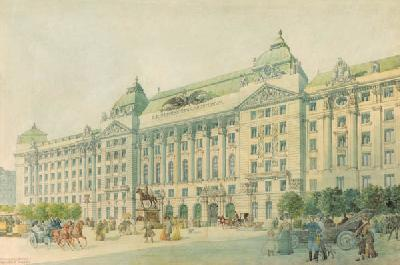
Hadügyminisztérium, Bécs

A vezérkar részeként működő Nyilvántartó Iroda székhelye Bécsben, a cs. és kir. hadügyminisztérium épületében volt. A vezérkari főnöknek naponta, az uralkodónak, Ferenc Józsefnek hetente kellett jelentést tennie. A jelentések 1913-ig kézírással készültek. A hadügyminiszter és a császár számára készült írásos jelentéseket a vezérkari főnöknek kellett szüksége esetén szóban kiegészítenie.
A megszerzett információk összegyűjtését és értékelését 1907-es adatok szerint a központi állomány 15 tisztje végezte. Az elsődleges jelentéseket a monarchia egész területén létrehozott hírszerző egységek (K.u.k. Kundschaftsdienst, Kundschaftsstellen és Hauptkundschaftstellen) tisztjei, külföldről pedig a katonai attasék küldték.
A hasonló német és orosz titkosszolgálatokhoz képest a Nyilvántartó Iroda nagyon korlátozott személyi és anyagi eszközökkel rendelkezett. Nem segített ezen a helyzeten, hogy a költségvetés egy részének a közös külügyminisztériumból kellett érkeznie, de ott – érthetően – a saját szempontjaikat és szükségleteiket helyezték előtérve, tekintettel arra is, hogy annak a minisztériumnak a költségvetése közös volt a magyarokkal, a magyar politikusok pedig a közös intézményekre a lehető legkevesebb pénzt igyekeztek költeni.
A Nyilvántartó Iroda együttműködött a bécsi külképviseletek postai forgalmát ellenőrző titkosszolgálati egységekkel is.

### Első világháború
Az első világháború kitörésével a Nyilvántartó Iroda szerepe természetesen nagyon megnövekedett. Új feladatként jelent meg a rádióforgalom ellenőrzése. Az utolsó háborús évben a szervezet Maximilian Ronge vezetésével, valamint a belföldi elhárításért felelős titkosszolgálat, a Staatspolizei (StaPo, Államrendőrség) összesen 300 tisztet, 50 hivatalnokot, 400 rendőrségi ügynököt, 600 katonát és 600 besúgót foglalkoztatott.
A háborús vereség után, 1918 november 12-én az osztrák kormány a hadügyminisztérium leépítésével párhuzamosan a Nyilvántartó Irodát is megszüntette. A tevékenység felszámolásával az utolsó vezetőt, Maximilian Rongét bízták meg, aki 1919. július 12-re feladatát végrehajtotta.
Az új osztrák köztársaság is felismerte azonban a katonai hírszerző tevékenység folytatásának szükségességét, ezért már 1924-ben új szolgálatot hozott létre erre a célra. Több különböző kísérlet a szervezet mai neve Heeres-Nachrichtenamt (HNaA), és a 21. században is folytatja munkáját. Magyarországon pedig létrejött az önálló katonai hírszerzés.

## A Nyilvántartó Iroda vezetői
- Anton von Kalik őrnagy, 1850–64
- Georg von Kees ezredes, 1864–66
- Josef Pelikan von Plauenwald ezredes, 1866–69
- Franz Weikhard alezredes, 1869–70
- Ludwig Edler von Cornaro ezredes, 1870–71
- Rudolf von Hoffingen ezredes, 1871–76
- Adolf von Leddihn ezredes, 1876–79
- Karl von Ripp ezredes, 1879–82
- Hugo Ritter Bilimek von Waissolm ezredes, 1882–86
- Edmund Mayer von Wallerstein und Marnegg ezredes, 1886–92
- Emil Woinovich alezredes, 1892–96
- Desiderius Kolosvary de Kolosvar alezredes, 1896–98
- Arthur Giesl von Gieslingen ezredes, 1898–1903
- Eugen Hordliczka ezredes, 1903–09
- August Urbanski von Ostrymiecz ezredes, 1909–14
- Oskar von Hranilovic-Cvetassin ezredes, 1914–17
- Maximilian Ronge ezredes, 1917–19

1908–1912 között a szervezet helyettes vezetője volt Alfred Redl ezredes, akit 1913-ban kettős ügynökként lepleztek le.

## Fordítás
- Ez a szócikk részben vagy egészben a Evidenzbüro című német Wikipédia-szócikk ezen változatának fordításán alapul.  Az eredeti cikk szerkesztőit annak laptörténete sorolja fel. Ez a jelzés csupán a megfogalmazás eredetét és a szerzői jogokat jelzi, nem szolgál a cikkben szereplő információk forrásmegjelöléseként.